# Michalis Anastasakis
Michalis Anastasakis (auch Mikhailis Anastasakis; griechisch Μιχάλης Αναστασάκης; englisch Mihail Anastasakis; * 3. Dezember 1994 in Chania) ist ein griechischer Leichtathlet, der sich auf den Hammerwurf spezialisiert hat.

## Sportliche Laufbahn
Michalis Anastasakis tritt seit dem Jahr 2010 in Wettkämpfen im Hammerwurf an. 2011 qualifizierte er sich für die U18-Weltmeisterschaften in Lille und zog dabei in das Finale ein, das er als Achter beendete. Die gleiche Platzierung erreichte er Ende Juli beim Europäischen Olympischen Jugendfestival in Trabzon. 2012 belegte er den sechsten Platz bei den Griechischen Meisterschaften der Erwachsenen. Ein Jahr darauf wurde Anastasakis Griechischer U20-Meister und trat anschließend bei den U20-Europameisterschaften in Rieti an, bei denen er in das Finale einzog und mit einer Weite von 72,44 m den sechsten Platz belegte. Seit 2014 tritt Anastasakis in der Altersklasse der Erwachsenen an. Im Juni siegte er bei den Griechischen U23-Meisterschaften. Ein Jahr darauf nahm er in Tallinn an den U23-Europameisterschaften teil. Im Finale verpasste er mit einer Weite von 71,64 m als Vierter nur knapp die Medaillenränge. Ende Juli siegte er mit neuer Bestleistung von 73,23 m erstmals bei den Griechischen Meisterschaften. Seitdem kamen zwischen 2016 und 2019 insgesamt vier weitere Triumphe hinzu.
2016 steigerte Anastasakis seine Bestleistung auf 77,08 m und erfüllte damit die Voraussetzungen um bei den Olympischen Sommerspielen in Rio de Janeiro an den Start gehen zu können. Vor den Spielen nahm er im Juni bei den Europameisterschaften in Amsterdam an seinen ersten internationalen Meisterschaften im Erwachsenenbereich teil. Dort zog er in das Finale ein und verpasste, wie bei den U23-Europameisterschaften ein Jahr zuvor, als Vierter nur knapp eine Medaille. Im August trat er dann in der Qualifikation bei den Olympischen Spielen an. Dabei kam er auf eine Weite von 71,28 m und schied damit vorzeitig aus. 2017 stellte Anastasakis im Juni in Nikiti seine persönliche Bestleistung von 77,72 m auf und qualifizierte sich damit auch für die Weltmeisterschaften in London. Dort brachte er es allerdings in der Qualifikation nur auf 70,98 und blieb damit chancenlos auf den Finaleinzug. 2018 nahm er in Berlin an seinen zweiten Europameisterschaften teil und erreichte erneut das Finale. Dieses beendete er auf dem neunten Platz. Ein Jahr darauf gelang ihm erneut die Qualifikation für die Weltmeisterschaften, die in jenem Jahr in Doha ausgetragen wurden. Dort kam er in der Qualifikation auf 75,07 m und schrammte damit als insgesamt 13. einen Platz am Finaleinzug vorbei.
2021 gewann Anastasakis die Silbermedaille bei den Griechischen Meisterschaften. Ende Juli trat er in Tokio zum zweiten Mal bei den Olympischen Sommerspielen an. In der Qualifikation kam er auf 73,52 m, womit er den Einzug in das Finale verpasste. 2022 trat er zu seinen insgesamt dritten Weltmeisterschaften an. In der Qualifikation kam er allerdings nur auf 72,40 m, womit der als 25. das Finale der besten Zwölf deutlich verpasste. Einen Monat später trat er bei den Europameisterschaften in München an, verpasste allerdings auch dort den Einzug in das Finale.
2023 nahm Anastasakis an den Leichtathletik-Weltmeisterschaften in Budapest teil und konnte sich zum ersten Mal für ein WM-Finale qualifizieren. Er erlangte mit 75,49 m den zehnten Platz.

## Wichtige Wettbewerbe
| Jahr                     | Veranstaltung                          | Ort                      | Platz                    | Disziplin                | Weite                    |
| Startet für Griechenland | Startet für Griechenland               | Startet für Griechenland | Startet für Griechenland | Startet für Griechenland | Startet für Griechenland |
| ------------------------ | -------------------------------------- | ------------------------ | ------------------------ | ------------------------ | ------------------------ |
| 2011                     | U18-Weltmeisterschaften                | Lille                    | 8.                       | Hammerwurf (5 kg)        | 69,64 m                  |
| 2011                     | Europäische Olympisches Jugendfestival | Trabzon                  | 8.                       | Hammerwurf (5 kg)        | 69,26 m                  |
| 2013                     | U20-Europameisterschaften              | Rieti                    | 6.                       | Hammerwurf (6 kg)        | 72,44 m                  |
| 2015                     | U23-Europameisterschaften              | Tallinn                  | 4.                       | Hammerwurf               | 71,64 m                  |
| 2016                     | Europameisterschaften                  | Amsterdam                | 4.                       | Hammerwurf               | 75,89 m                  |
| 2016                     | Olympische Sommerspiele                | Rio de Janeiro           | 20.                      | Hammerwurf               | 71,28 m                  |
| 2017                     | Weltmeisterschaften                    | London                   | 28.                      | Hammerwurf               | 70,94 m                  |
| 2018                     | Europameisterschaften                  | Berlin                   | 9.                       | Hammerwurf               | 73,33 m                  |
| 2019                     | Weltmeisterschaften                    | Doha                     | 13.                      | Hammerwurf               | 75,07 m                  |
| 2021                     | Olympische Sommerspiele                | Tokio                    | 22.                      | Hammerwurf               | 73,52 m                  |
| 2022                     | Weltmeisterschaften                    | Eugene                   | 25.                      | Hammerwurf               | 72,40 m                  |
| 2022                     | Europameisterschaften                  | München                  | 19.                      | Hammerwurf               | 70,84 m                  |
| 2023                     | Weltmeisterschaften                    | Budapest                 | 10.                      | Hammerwurf               | 75,49 m                  |

## Leistungsentwicklung
- 2012: 58,98 m
- 2013: 68,45 m
- 2014: 70,63 m
- 2015: 73,23 m
- 2016: 77,08 m
- 2017: 77,72 m